# Scottiola silvicola
Scottiola silvicola är en insektsart som beskrevs av Lucien Chopard 1952. Scottiola silvicola ingår i släktet Scottiola och familjen syrsor. Inga underarter finns listade i Catalogue of Life.